# گنوسیس
گنوس یا گنوسیس یا نوستیک یا نوذز
(به یونانی کهن: γνῶσις) واژه‌ای یونانی به معنی عرفان است. مکتب گنوسیس جریان فکری کهنی است که بر آگاهی از رازهای الهی تأکید می‌ورزد. گنوسیس یا معرفت از راه تجربه مستقیم مکاشفه یا تشرف به سنت رازآمیز و باطنی به دست می‌آید. مکتب گنوسی، که به قول یوناس پیام خدای ناشناخته است، مجموعه‌ای از ادیان، مذاهب و نحله‌های دینی ای است که در قرون اول و دوم قبل از میلاد و نیز در قرون اول و تا سوم پس از میلاد در فلسطین، سوریه، بین‌النهرین و مصر وجود داشته‌است. در همه این فرق نوعی معرفت باطنی و روحانی و فوق طبیعی، که می‌توان از آن به کشف و شهود و اشراق تعبیر کرد، مایه نجات و رستگاری انسان شناخته شده‌است و به همین مناسبت همه آن‌ها را تحت عنوان گنوسی ذکر کرده‌اند.
بیشتر فرقه‌های گنوسی مسیحی بوده‌اند. برخی از فرقه‌های گنوسی پیش از مسیحیت هم وجود داشته‌اند. برخی از آن‌ها از قبیل مانویت و فرقه‌های صبی‌ها با همه تأثیرپذیری از مسیحیت، مسیحی نبوده‌اند. کلیسا شمعون مجوسی را مسبب، و ساماریا را مرکز این بدعت می‌داند. اما به نظر می‌رسد که کل جریان را نمی‌توان به فردی خاص نسبت داد. این تفکر حاصل افکاری است که در آن زمان رایج بوده‌ است. برای تبیین حرکت گنوسیه باید به جریان ترکیب گرایی ادیان توجه داشت. این امتزاج و اختلاط انواع گوناگون عقاید بیشتر در شروع هر قرن نخست مسیحی بوده‌است؛ اما رد پای آن را پیش از این زمان هم می‌توان یافت. همجوشی عقاید در مناطق شامات، اسراییل، مصر و میانرودان تا حد زیادی از اندیشه زرتشتی ایران قدیم متأثر بوده‌ است.